# 密室謎解きバラエティー 脱出ゲームDERO!
『密室謎解きバラエティー 脱出ゲームDERO!』（みっしつなぞときバラエティー だっしゅつゲームデロ!）は、日本テレビ系列で2009年12月19日から2011年3月9日まで放送されたクイズ・ゲームバラエティ番組。
ハイビジョン制作（地上アナログ放送ではレターボックス放送）。
略称は『脱出ゲームDERO!』または『DERO!』。キャッチコピーは「映画のようなクライマックスを体感せよ!」。
ゴールデンタイム進出前には、単発番組として2009年8月1日に『サタデーバリューフィーバー』で放送された後、2009年12月19日から2010年2月6日まで毎週土曜13:30 - 14:00に放送された（いずれも関東ローカル）。
東北地方太平洋沖地震（東日本大震災）の影響で2011年3月9日をもって事実上打ち切りとなり、同年7月6日からは後継番組『宝探しアドベンチャー 謎解きバトルTORE!』にリニューアルされた。

## 概要
番組が作りだした密室に監禁されている挑戦者が知力・体力を駆使し、様々な仕掛けや障害が施されている密室から脱出する事を目指す。

### 震災の影響による番組終了
2011年3月11日に発生した東北地方太平洋沖地震（東日本大震災）の影響により、本番組のゲーム内容に津波や地震による建物の崩壊を想起させる演出が含まれていることから、震災の被害状況や情勢などを踏まえ、3月16日放送予定分を急遽放送中止とし、番組を差し替える措置をとった。さらに3月30日放送分は春の改編特番としての2時間スペシャル『バトルロイヤル春の陣』を予定していたが、こちらも差し替えられ、4月6日以降も単発特番が編成された。
最終的に日本テレビは「まだ行方不明者が多数いらっしゃる事や水槽を使った脱出ゲームなどは津波を想起させるのではないかとの意見もあり、『DERO!』を再開するのは適切ではない」と判断し、打ち切りを決定した。『脱出ゲームDERO!』としては2011年3月9日放送分にさかのぼり、わずか1年（パイロット版時代を含め1年3カ月）で終了し、約4か月後の同年7月6日より、ルールや内容・演出面などを修正した後継番組『宝探しアドベンチャー 謎解きバトルTORE!』へとリニューアルされることになった。これによって、出演者は引き続いて山里亮太及びオードリー、関ジャニ∞、田村亮の3組と当初は4月以降に予定していたベッキーのチームリーダー加入及びパズル雑誌『クロスワード パクロス』とのコラボ企画（問題提供）は、『TORE!』に引き継がれた。
『TORE!』では、当番組で行っていた「爆弾の間」と「遺跡の間」は「洞窟の間」→「新・洞窟の間」、「砂の間」は「ミイラの間」、「棒の間」は「崖の間」、「遺跡の間」と「棒の間」は「岩の間」→「新・岩の間」、「最終ステージ」は「最後の試練」（4チーム対抗システムとレギュラー放送終了後の新・2チーム対抗システムでは廃止。）にそれぞれリニューアルされた。「壁の間」→「新・壁の間」・「石像の間」は一部ルールを変更して継続した一方、震災を連想させる「天井の間」と「水の間」は廃止された。しかし、2014年4月7日放送分の『宝探しアドベンチャー 謎解きバトルTORE!』で、「水の間」がリニューアルし「地下水路の間」として復活した。なお、「地下水路の間」では安全面を配慮し、水位が部屋全体まで満たさないように放水場所と入室場所が変更されていた。「命のテレフォン」は、「洞窟の間」にて「サポートチャンス」と名前と一部ルールを変えて復活した。
打ち切られた番組ではあるものの、2013年6月 - 7月に本番組を元にしたアメリカ合衆国でのローカライズ版『EXIT』がSyfyにて制作・放送された。更にエジプトとロシアでも現地版が制作・放送されている。

## 出演者

### 管理人
山里亮太（南海キャンディーズ）
番組の司会者兼ナレーター。密室を管理し、挑戦者を時に導き、時に惑わす存在。モーションポートレートのシステムを使い、様々な人間やキャラクターの顔を借りて話しかける。ゴールデン進出後は、主に「管理人」と書かれた紙袋を被っていた。声の主に関することを言われると「俺は山ちゃんじゃない!」などと反論する。AKB48の大ファンで、AKB48のメンバーが出演するとテンションが上がる。テーマ曲は、8ビット風アレンジの「ジェニーはご機嫌ななめ」（8bit Projectのアルバム「SPICY INNOVATOR VS SUPERIOR MARIONETTE」に収録）。

### オーナー
テリー伊藤
2010年12月22日放送分にて就任。自身の企画である映画「10億円稼ぐ」にて得たお金で『DERO!』を買い取り、ルールもチーム対抗戦に変更させた。なお、本人はスッキリ!!2時間スペシャルの際に「石像の間」と「棒の間」の2ステージ挑戦しどちらも脱出失敗している。

### チームリーダー
※週替わりで出演し、チームリーダーを務める。ゴールデン進出後に登場。
- オードリー（若林正恭・春日俊彰）

2010年4月21日放送分(ゴールデン初回)にて初登場。(春日の初挑戦は2010年5月12日。)
- 関ジャニ∞（横山裕・渋谷すばる・村上信五・丸山隆平・安田章大・錦戸亮・大倉忠義） - メンバーの中から2名が出演。出演回数が一番多かったのは村上で、番組後期では「全ステージ脱出男」[12]と呼ばれていた。
- 田村亮（ロンドンブーツ1号2号）

### 準レギュラー
- AKB48 - メンバーの中から不定期で1人から4人が出演する（SKE48、SDN48のメンバーも出演することがある）。

最も出演回数が多かったのは、宮澤佐江で4回。

## ルール
各ステージには目隠しをされた挑戦者が黒ずくめの格好をして顔を隠したスタッフ1-2名（管理人曰く名前は「しもべ」で管理人の下僕という設定）に連れて来られる。挑戦者が足枷やフックで身体の拘束をされるステージでは、拘束器具を施錠した後、スタッフが退室し、脱出口を外側から施錠する。場内放送の合図で挑戦者は目隠しを外す。開始の際にはサイレンが鳴り、同時に赤色回転燈が点燈する。

### 団体戦
ゴールデン進出初回の2010年4月21日放送分から2010年12月8日放送分まで実施。
その週のチームリーダーを含めた6 - 8人が1チームとなり、協力して3つのステージで賞金獲得を目指す。1stステージは「棒の間」（2010年9月8日以降は2ndステージで行われた回もある）、 2ndステージは「砂の間」、「爆弾の間」、「石像の間」、「遺跡の間」から1つ（2010年9月8日以降は「石像の間」、「遺跡の間」は1stステージで行われた回もある）、3rdステージは「天井の間」、「水の間」から1つ。2010年11月10日放送分・11月17日放送分は1stステージは「石像の間」、2ndステージは「爆弾の間」、3rdステージは「砂の間」、4thステージは「天井の間」、「水の間」から1つで固定されていた。一時期、「棒の間」のみ視聴者参加となっていた。
- 各ステージ、脱出した人数分の賞金（金額は不明）を獲得。
- どのステージにどのメンバーを挑戦させるかはチームリーダーが決定。
- 最終的に獲得した人数分の賞金を手にすることが出来る。
- 最高賞金獲得額は7人分（2010年7月21日、11月24日、12月1日放送分）

### 対抗戦（バトルシステムまたはバトルロイヤル）ルール
2011年1月12日放送分から事実上の最終回となった2011年3月9日放送分（予告分も含めれば2011年3月16日放送予定分）まで実施。
- （週替わりで上記のチームリーダーを含む）レギュラーチーム対ゲストチームの2チーム対抗戦（レギュラーチーム同士の対抗戦もある）で基本的に行われる。
- 1stステージは「爆弾の間」、「石像の間」、「遺跡の間」、「壁の間」（2011年2月9日まで）（映像には「砂の間」も映っているが1度も行われていない）の中からランダムに選ばれたステージをチームごとに挑戦。各々3人が挑戦して、1人脱出につき脱出ポイント1を獲得。
- 2ndステージは「棒の間」で各チーム3人VS3人の直接対決。下記の新ルールで行い、1人脱出につき脱出ポイント2を獲得。
- 2つのステージで獲得した合計脱出ポイントの多いチームが賞金10万円をかけて3rdステージ（「天井の間」、「水の間」、「壁の間」（2011年2月16日放送分から））に挑戦。脱出することができれば賞金10万円獲得。

#### 対抗戦で賞金獲得したチーム
- 「」は挑戦した3rdステージのステージ名、太字はそのステージの挑戦者、（）内の数字は獲得した脱出ポイントとその内訳。ここでは3rdステージの脱出人数は1人1ポイントとして付け足して計算する。
- オードリー、関ジャニ∞、亮の3組はレギュラーのため、「オードリーチーム」、「関ジャニ∞チーム」、「ロンブー亮チーム」以外での参加のみを記述する[14]。
- 2010年12月22日放送分 3チーム対抗バトルロイヤル2時間SP（引き分け） 関ジャニ∞チーム 坂本昌行（V6/20th Century）、チェ・ホンマン、中田有紀、葉山エレーヌ「水の間」（5ポイント、0+2+3）

- 同 バナナマンチーム バナナマン（設楽統・日村勇紀）、AKB48（宮澤佐江・板野友美・高城亜樹）、国生さゆり「天井の間」（5ポイント、1+1+3）

- 2011年1月19日放送分 楽しんごチーム 楽しんご、しずる（KAZMA・村上純）、松井絵里奈、ユージ「水の間」（7ポイント、0+4+3）

- 2011年1月26日放送分 ロンブー亮チーム 今田耕司、宮川大輔、野間口徹「天井の間」（12ポイント、3+6+3）[15]

- 2011年3月9日放送分 関ジャニ∞チーム タッキー&翼（滝沢秀明・今井翼）、はるな愛「水の間」（9ポイント、0+6+3）（この回を最後に番組は打ち切りとなった為『DERO!』時代としては事実上最後の賞金獲得チーム）

### サタデーバリューフィーバー（2009年8月1日放送分）
2009年8月1日放送分にて実施。
- 3人1チームで挑戦。放送では、しずるチームと本村チームの2チームが挑戦。
- 全2ステージ（1stステージ「壁の間（ゴールデン進出以降の「棒の間」）・2ndステージ「地下の間（ゴールデン進出以降の「水の間」）」で、両ステージをクリアしたチームが賞品（大江戸温泉物語入場券）獲得。
- この放送では管理人は登場せず、進行は全て延友のアナウンスにより行われた（山里はナレーションとしてのみ登場）。

### 土曜時代（2009年12月19日放送分〜2010年2月6日放送分）
2009年12月19日放送分〜2010年2月6日放送分まで実施。
- 基本的には、現在のルール（団体戦ルール）と同じ。ただしステージは、1stステージは「壁の間（ゴールデン進出以降の「棒の間」）」、2ndステージは「天井の間」・3rdステージは「地下の間（ゴールデン進出以降の「水の間」）」で固定されており、チームの挑戦も2週に分割して放映された（1週目は、「天井の間」のチャレンジ途中で放送終了）。
- 2010年2月6日放送分（土曜時代最終回）では「落下地獄30分SP」と題し、「壁の間（棒の間）」のみ挑戦した。
- 当時はレギュラー枠が存在しなかった

### 2010年6月30日放送分（絆2時間SP）
- オードリーチームと亮・関ジャニ∞チームの2チーム対抗戦。
- チーム毎にランダムに振り分けられたステージに挑戦。
  - 1stステージ：「棒の間」（6人）オードリーチームが挑戦（3人脱出成功）。
  - 2ndステージ：「爆弾の間」（6人）亮・関ジャニ∞チームがこの回から登場した2代目ルールで挑戦（脱出成功者 0）。
  - 3rdステージ：「砂の間」（2人同時）オードリーチームが挑戦（脱出成功者 0）。
  - 4thステージ：「石像の間」（3人・新ステージ）亮・関ジャニ∞チームが挑戦（脱出成功者 0）。
  - 5thステージ：「天井の間」（3人）亮・関ジャニ∞チームが挑戦（3人脱出成功）。
  - 6thステージ：「水の間」（3人）オードリーチームが挑戦（3人脱出成功）。
- 3ステージの脱出人数の合計が多かったチームの勝利。脱出した人数分の賞金を獲得（オードリーチームが勝利、6人分賞金獲得）。

### 2010年9月29日放送分（みんなで脱出してスッキリ!しちゃおう2時間SP）
- 『スッキリ!!』出演者率いる「スッキリ!!チーム」とオードリー・関ジャニ∞チームの2チームが挑戦。
- チーム毎にランダムに振り分けられたステージに挑戦。
  - 1stステージ：「石像の間」（3人）スッキリ!!チームが挑戦（1人分賞金獲得）。
  - 2ndステージ：「爆弾の間」（4人）オードリー・関ジャニ∞チームが挑戦（獲得賞金 0）。
  - 3rdステージ：「遺跡の間」（3人・新ステージ）オードリー・関ジャニ∞チームが挑戦（1人分賞金獲得）。
  - 4thステージ：「棒の間」（6人）スッキリ!!チームが挑戦（3人分賞金獲得）。
  - 5thステージ：「天井の間」（3人）オードリー・関ジャニ∞チームが挑戦（3人分賞金獲得）。
  - 6thステージ：「水の間」（3人）オードリー・関ジャニ∞チームが挑戦（3人分賞金獲得）。

### 2010年12月22日放送分（3チーム対抗バトルロイヤル2時間SP）
- オードリーチーム、関ジャニ∞チーム、バナナマンチームの3チーム[16]に分かれ脱出人数を競う。2ndステージまでの脱出人数が多い2チームが3rdステージ（決勝）に進出、3rdの脱出人数を足した数が多いチームが優勝となり賞金100万円を獲得（同数の場合は同点優勝となり賞金は山分け）。
- 各チームランダムに振り分けられたステージ（1stを除く）に挑戦する。
  - 1stステージ：「棒の間」（各チーム2人が挑戦）対抗戦ルールでの実施（バナナマンチーム勝利、1ポイント）。
  - 2ndステージA：「爆弾の間」（3人）バナナマンチームが挑戦。ルールはこの回から登場した3代目ルールでの挑戦。（1ポイント）。
  - 2ndステージB：「石像の間」（3人）オードリーチームが挑戦。ルールは通常通り（0ポイント）。
  - 2ndステージC：「壁の間」（3人・新ステージ）関ジャニ∞チームが挑戦。ルールは以下を参照（2ポイント）。
  - 3rdステージA（決勝A）：「天井の間」 （3人）脱出人数が多いチーム（バナナマンチーム）が挑戦。ルールは通常通り（3ポイント）。
  - 3rdステージB（決勝B）：「水の間」 （3人）脱出人数が多いチーム（関ジャニ∞チーム）が挑戦。ルールは通常通り（3ポイント）。

### 2011年3月30日放送予定分（バトルロイヤル春の陣2時間SP（放送中止））
- オードリーチーム・関ジャニ∞チームなどが挑戦予定だった模様。
- また、一部の情報によればこの回は新ステージも初登場する予定であった模様（なお、後継番組『TORE!』にて登場する『DERO!』のステージからのリメイク要素が無いステージの「床の間」が当初はこの『DERO!』2時間SPの新ステージで登場予定だったかどうかは現時点で不明）。

## ステージ

### 棒の間
パイロット版（サタデーバリューフィーバー）から登場。3人が挑戦するが、2010年6月9日放送分以降は4 - 6人で挑戦。ゴールデン進出前の名称は「壁の間」だった。
挑戦者は部屋に閉じ込められた後に開始される。脱出開始のサイレンが鳴ると壁から180cmの「命の棒」が出現し同時に床が移動するため、挑戦者たちは急いで棒の上に立たなければならない。棒に乗り遅れてそのまま落下してしまった場合は、その時点でその挑戦者は脱出失敗となる。
映像問題が出題され、1人1問ずつ解答する。ただし出題中は「命の棒」が縮み、正解するまで棒が縮み続ける。棒が壁に収納されるまで何度も解答することができるが、それでも分からない場合はパスすることができる。パスの使用回数は全員で2回までとなる。なお、パスする権利があるのは解答者のみで、他の人（例えば2人乗りの棒で後ろの人が解答者のときの前の人）がパスを選択することはできず、解答者がパスするのを他の挑戦者が阻止することもできない。また、仲間にヒントや答えを伝えることは禁止されている。
棒から奈落の底に落下するとその脱出者は脱出失敗となる（正解を言った場合でも直後に落ちた場合は不正解扱い）。全員の正解数がノルマ（4人以下で挑戦・2010年9月29日放送分の2時間SP以降では9問、それ以前の5人以上での挑戦では10問（2010年7月14日放送分を除く）、2010年2月6日放送分（土曜時代最終回）と同年6月30日放送分の2時間SPでは12問、サタデーバリューフィーバーは8問、土曜時代は7問）に達すると床が元に戻り、脱出成功。全員が落下すると「ゲームオーバー」となる。
「命の棒」があと50cmになると、「命の棒」の残りゲージがオレンジ色になり、さらに短くなると棒を映しているときに「DANGER」と点滅表示された。
なお、ゲーム開始に先立ってプレゼントとしてトイレのスッポンが支給され（サタデーバリューフィーバート版では3本中1本のみ玩具の吹き矢のような小さい吸盤が支給された）、これを壁の鉄板に押し付けて、体の支えにすることも可能。なお、不注意やミスによりスッポンを落としてしまったり棒に乗る際にスッポンを取り忘れたりした際は、他の挑戦者から受け取るなど、チーム内で共有することができる。
4人以上で挑戦する場合は、1本に対して2人が乗る棒も出現する。その場合1周ごとに解答する人が前後に交互に移る。後ろの人に解答権がある場合は早く答えないと自分より先に前の人が落下。なお、前の人が落下した場合でも棒が停止することはなく、その後も答えられないと自分も落下してしまう。また、前の人に解答権があるときにその前の人が落下した場合は後ろの人に解答権が移動する。この場合でも後ろの人が答えられないと後ろの人も落下してしまう。2人で脱出すると2人分の賞金を獲得することができる。
最大で6人中4人が脱出に成功した（2010年7月21日放送分・2010年8月11日放送分）が、全員で脱出することはなかった。
最短での脱出は宮川大輔の残り3cm（2010年4月21日放送分、ただし、宮川は1問目でパスを使用。パスを不使用での棒の長さ最短での脱出は春日の残り5cm〈2010年9月8日放送分〉）。最長での脱出はピーターの残り94cm（2011年2月16日放送分、この回は味方チームも含めピーター以外が1巡目でパスを使い切るも誰も正解できず僅か2巡で終了した）。2人乗りでの最短は、ほしのあきと濱口優の残り20cm（2010年11月3日放送分）。ちなみにこの2人がパスを使用し、また残りのメンバーは全員落下している。2人乗りでの最長は、野間口徹と今田耕司の残り136cm（2011年1月26日放送分）。
1人での最高正解数は優木まおみの8問（パイロット版）。本村健太郎と八代英輝と共に挑戦したが、本村は前述通り棒にすら乗れずに落下、八代もパスを2回とも消費した上に正解できずに落下した。
漢字イラストQ（1周目、どちらかのチームの1人目の解答者が外国人の場合は2周目）
ある物のイラストの、位置や形状、色、材質が漢字に置き換えられており、その漢字イラストが何を表しているかを答えるクイズ。形状の場合は漢字自体がその形に変形、色の場合は字の色で表されることがある。また、「屋根」「椅子」などといった2文字以上の熟語の場合もある（最長は「二酸化炭素」の5文字）。
外国人の挑戦者には出題されず、外国人の挑戦者が2人乗りの棒で前に付いた場合トリックアートクイズが先に出題される。
トリックアートQ（2周目、どちらかのチームの1人目の解答者が外国人の場合は1周目）
模様の中に隠されている絵を探し、それが何かを答える。隠れているものが絵であるとは限らず、文字が隠れている場合がある。なお、対抗戦ではこのクイズで終了することがあった。
有名人シュレッダーQ（3周目、サタデーバリューフィーバーのみ）
有名人の名前が書かれた紙がバラバラに切られた状態を見て誰の名前かを当てる。この問題の一部分は後述の「有名人名前分割Q」に受け継がれている。
有名人顔4分割Q（3周目、サタデーバリューフィーバー時代以降）
2人の有名人の顔を4つに分け、それぞれ2つずつ合成した写真を見て誰と誰が元の有名人かを当てる。解答はフルネームでなくても一般的に知られているあだ名もしくは名字、名前のみでも正答扱いになる（オードリーの若林さん、東野さん、麻里子などと回答しても正解になる）。
2010年5月26日放送分からは、ヒントとして合成の境目が上下左右に移動するようになった。外国人の挑戦者には著名な外国人の顔が出題される（稀に日本人の挑戦者に対しても出題される）。
ブロックワードQ（4周目以降、土曜時代最終回のみ5周目以降）
デコボコに積み上げられたブロックを真上から見ると、どんな言葉になっているかを当てる。
言葉は原則片仮名で書かれているが、外国人の挑戦者は英語で出題される。
有名人名前分割Q
有名人の名前を1文字ずつ4分割にし、それぞれの破片がシャッフルされた状態を見て誰の名前かを当てる。
2010年6月30日放送分の特番では、棒4本に対して6人が挑戦。ノルマも12問に増やして行われた。パスの回数は、通常と同じく2回。
2010年7月21日放送分以降では3本の棒に対して4人以上が挑戦し、ノルマは4人なら9問、それ以上なら10問となった。パスの回数に変化は無し。ただし、視聴者が参加している場合は5人以上でもノルマは9問となる。
2010年11月10日・17日放送分を除くすべての放送で行われた。
対抗戦ルール
対抗戦にリニューアルされた2010年12月22日放送分の2時間SPから実施。
3チーム対抗戦
2010年12月22日放送分の2時間SPのみ実施。
各チーム代表者2人が挑戦する。各チームごとに乗る棒が1本ずつあり、順番は自由。1巡を1ターンとし、2チーム以上残った場合は続行。1チームを残し他チームが落下した上で、残ったチームがターンをクリアすれば脱出成功。勝利したチームには1人脱出につき脱出ポイント1を獲得することができる。パスは1チームにつき1回まで使用可能。
- 例

3巡目でAチームが、4巡目でBチームが落下して残ったCチームが正解すればCチームの勝利となる。ただし、残ったCチームも落下した場合は引き分けとなる。
2チーム対抗戦
2011年1月12日放送分から実施。
各チーム代表者3人が挑戦。また、事実上の最終回となった2011年3月9日放送分（次回予告分も含めれば3月16日放送分）まで毎回行われていた。各チームの棒は2本ずつあり、順番や人数配分は自由。片方が全員脱出失敗し逆転が不可能になった時点で、ターン途中でも残ったチームは脱出成功（勝利）となる。勝利したチームには1人脱出につき脱出ポイントを2ポイント獲得することができる。パスは1チームにつき1回まで使用可能。
- 例1

1stステージでAチーム1ポイント、Bチーム2ポイント獲得した状況でAチームが全員落下した場合、Bチームは解答せずに勝利・3rdステージ進出が決定する。
- 例2

1stステージでAチーム1ポイント、Bチーム0ポイント獲得した状況でAチームが全員落下した場合、Bチームは1人でも正解すればその時点で勝利・3rdステージ進出が決定。ただし、Aチーム・Bチーム全員落下した場合は「棒の間」の結果は引き分けとなり、Aチームの勝利・3rdステージ進出が決定する。
- 例3

1stステージでAチーム0ポイント、Bチーム3ポイント獲得した状況でAチームは2人以上生き残らないと3rdステージに進めなくなり、2人落下した時点でBチームの勝利・3rdステージ進出が確定する。
対抗戦ルールで完全勝利を達成したチームも現れている。2011年1月26日放送分のズームインSUPERチームVSロンブー亮チームでのロンブー亮チームの今田耕司、宮川大輔、野間口徹の3人、同年3月9日放送の関ジャニ∞チームVSオードリーチームでの関ジャニ∞チームの村上、今井翼、はるな愛の3人が全員脱出・パスなしで勝利した。また、全員脱出・パス使用済の勝利は、2011年2月2日放送分のイケメンチームVSオードリーチームでのオードリーチームの若林、パンクブーブーの黒瀬純、佐藤哲夫の3人、同年3月2日放送分のケンコバチームVSロンブー亮チームでもケンコバチームのオリエンタルラジオの中田敦彦、AKB48の倉持明日香、河西智美の3人も全員脱出・パス使用済で勝利した。
なお、このステージは後継番組『TORE!』で、「崖の間」としてリニューアルされた。また、一時期前述の「漢字イラストQ」も出題された。

### 砂の間
ゴールデン進出初回の2010年4月21日放送分から11月17日放送分まで登場。1人で挑戦（2010年8月25日放送分までは2人が交互に1人ずつ挑戦していたが、2010年11月10日放送分・同年11月17日放送分は1人のみで挑戦した）。
砂が敷き詰められた密室に閉じ込められ、体が砂から80cm出た状態で開始される。開始と同時に身体が砂の中に埋もれていく（ただし、中で動いたり、暴れた場合はその分埋もれるスピードが速くなる）。埋まるまであと20cmになると、ゲージがオレンジ色に表示される。
問題はキーワードクイズ、1つずつヒントが明かされていき、そこから連想される人物（漫画・アニメのキャラクターなども含む）または物を当てる。6つのヒントが出されても分からない場合は時間切れとなり次の問題が出題される（パス不可）。
身体が完全に埋もれる前に4問正解すると、「命の綱」が降り、脱出口への跳ね橋が架かり脱出成功となるが、頭が沈みきると脱出失敗となる。
2010年6月30日放送分の2時間SPでは、2人同時に挑戦した。解答は1問毎に1人ずつ交互に行い、解答権を持っている状態で埋まった場合は、即座に残っているもう1人に解答権が移る。
最短での脱出は、本村健太郎の残り29cm（2010年5月5日放送分）。史上初の成功者でもあった。
なお、砂の間で使用された砂は後継番組『TORE!』で継続されている後述の「石像の間」に流用され、ステージ自体は「ミイラの間」にリニューアルされた。

### 爆弾の間
ゴールデン進出後の2010年4月28日放送分から登場。挑戦者2人が隣り合う別々の部屋に隔離された状態で開始。開始前に、挑戦者同士で交信するためのインカム型の「通信機」とコード切断に使うためのニッパーが入ったプレゼントボックスが支給される。
スタートと同時に10分の時限爆弾が作動する。部屋には3つの爆弾があり、それぞれ問題の答えと対応する色のリード線が繋がっている。通信機を使い、2人で答えを相談しニッパーでリード線を順に切ることで3つの時限爆弾の解除に挑む。1個目と2個目は壁の中に設置されており、3個目は、細い通路（ダクト）の奥に設置されている。
3つの爆弾を制限時間内に全て解除できれば脱出成功。誤ったリード線を切った場合、二酸化炭素ガスが大量噴射して脱出失敗となる。なお、問題は全員が起爆装置のフタを開けてから10秒後に出題される。
- 1つ目・2つ目の起爆装置：並べ替えクイズが出題され、コードは1人につき2本出現する。順番通りに切ることで解除成功となる。
- 3つ目の起爆装置：筒状の起爆装置のフタを開けるとコードが出現する。6つの事柄の中から正しいものを3つを選ぶ選択クイズが出題される。コードは1人につき2 - 4本出現する。6本のうち正解のコードを3本切ることで解除成功となる。

このルールでは3回行われ、2010年5月12日放送分に出演したオードリーチームの春日とMINA（MAX）が唯一脱出に成功した。
2代目ルール
2010年6月30日放送分の2時間SP・2010年7月28日放送分から2010年11月17日放送分まで実施された。
2010年6月30日放送分の2時間SPでは、6人が挑戦した（制限時間は12分、問題は3問、コードは1人1本ずつ）。全員細い通路の中に入れられた状態で開始される。ダクト部屋中央の大型爆弾は各部屋の小型爆弾に繋がっており、間違えたコードを切ると、その人の部屋の小型爆弾が爆発し通信が途切れ脱出失敗となる。問題は、現時点で残っている人数と同数の事柄を並べ替える問題で、順番通りにコードを切る。3問目をクリアすることで脱出成功となる。時間切れ及び残り2人の時点でどちらかが間違えると、大型爆弾によって爆発、二人の映像が途切れて脱出失敗となる。
2010年7月28日放送分から4人での挑戦に変更された。制限時間は10分、問題は3問、コードは赤青黄緑の1本ずつ。基本的には上記の特番のルールを踏襲し、間違ったコードを切った者から爆破される生き残り形式で行う。ただし、問題は並べ替え問題から残っているコードと同数の選択肢の中から正解を選ぶ択一問題に変更された。
2010年9月29日放送分の2時間SPから問題が出される際にヒントが追加された。
2010年8月18日放送分のみ、残り5分になると警告音が鳴り、残り1分になると警告音が鳴ると同時にダクト内に赤い照明が点く。
このルールで全員脱出が達成することはなかった。
3代目ルール
対抗戦にリニューアルした2010年12月22日放送分の2時間SPから実施され、対抗戦リニューアル後の「棒の間」と同じく事実上の最終回となった2011年3月9日放送分まで毎回実施されていた。
3人での挑戦となり、制限時間は8分、コードは赤青黄の1本ずつで不正解の度に1人ずつ脱出失敗となる。残り1人になると、以降の問題は全て二択を一人で解くことになり、コードも緑を加えた2本になる。なお2人の時点で間違えても全員爆発にはならないため、2問目終了時点で2人以上残れば、3問目終了時点で少なくとも1人残れるため、時間切れにさえならなければ脱出成功となる。
また、この1人ずつ爆破されていくサバイバル制では、2011年1月26日放送分のロンブー亮チームの亮・今田耕司・宮川大輔，、2011年3月2日放送分のロンブー亮チームのノッチ（デンジャラス）・河本準一（次長課長）・ノッチの妻がパーフェクトを達成した。
なお、このステージは後継番組『TORE!』の「洞窟の間」にリニューアルされた（クイズは2代目以降のルールを踏襲している）。

### 石像の間
2010年6月30日放送分の2時間SPから登場。高さ150cm、長さ18m（ゲームで使用する長さは15m）の密室が舞台。
挑戦者（2 - 3人）は、ワイヤー付きの足枷で部屋の奥に繋がれた状態から開始される。スタートと同時に石像のそばまで引きずられ、さらに3枚の扉が閉まって前方を塞がれる。扉が完全に閉まると石像の目が緑色に光り、鼻から炭酸ガスを噴射して前進を開始する。
脱出するには問題に沿って平仮名のブロックを並べて扉を開けていき、3枚目の扉の先にある「石像停止ボタン」を押さないといけない。停止ボタンを押すことができれば石像が後退し、脱出成功となる。壁から鍵が出現し、足枷を外すことができる。
挑戦中には挑戦者の背後から石像が迫ってくる。石像がデッドゾーン（1問目10m、2問目5m、3問目0m）に到達すると炭酸ガスを噴射し、挑戦者は全員石像に食べられ、脱出失敗となる。しかし、石像の鼻を押すと「身代わり」として石像に食べられて脱出失敗になるのと引き換えに、石像がデッドゾーンから3m離れた地点まで後退するが、その後の石像の進行速度も遅くなる。また、ボタンを押してから該当者が食べられて石像が再度前進を開始するまでは解答を受け付けないが、ブロックを並べて用意することは認められている。なお、デッドゾーンの手前80cmはデンジャーゾーンになっており、デンジャーゾーンに石像が達した時にアナウンスが入る。石像がデンジャーゾーンに達すると、石像の動きが遅くなる。
画面下部には密室全体の距離が表示され、石像はパックマンに似たマークで表示される。デンジャーゾーンに入った場合は、「!」が書かれた黄色の三角形に白文字で「DANGER」、身代わりはハートマークが描かれたピンクの三角形に白文字で「身代わり」、デッドゾーンに到達した場合はドクロマークが描かれた赤い三角形に白文字で「DEAD」とそれぞれ表示される。
第1の扉：さかさ言葉Q
左右それぞれその方向から読むとお題にあった単語になる様に、2、3文字のブロックを選んで置く。1問正解で開錠。
第2の扉：穴うめクロスQ
上下左右の言葉につなげるとそれぞれ別の言葉になる、共通の2文字のブロックを選んで置く。1問正解で開錠される。
第3の扉：有名人名前並べかえQ
出されたブロックを全て使い、並べ替えて有名人の名前を作る。この扉は3問正解しないと開錠されない。1問目は文字数が7文字前後、2問目は文字数が10文字前後、3問目は人名とその人物に関連した別の言葉の2つを両方完成させる。
初登場時は脱出成功者が一人もいなかったが、2010年8月11日放送分で押切もえが『DERO!』『TORE!』通じて初の脱出成功者となった。2人脱出成功は2010年11月10日放送分と同年同月24日放送分で達成した。しかし、全員脱出成功は達成されなかった。
2010年12月22日放送分の2時間スペシャルでは、オードリーチームの若林、はるな愛、有吉弘行が挑戦したが、1問も答えられず脱出に失敗した。この「石像の間」では後継番組『TORE!』も含めると番組史上初であり、唯一でもある。
3枚の扉にはそれぞれ出題用のモニターとブロックが出てくる出題スペース、ブロックを並べて解答するための解答スペースが設置されている。解答はあくまで解答スペースに並んでいる文字列が判定されるため、分かっていても並べ方が誤っていると不正解扱いとなる。第1・第2の扉は最初から出題スペースにブロックが並べられた状態で始まるが、第3の扉は出題されるたびに横からブロックが送られてくる形になっている。
なお、このステージは後継番組『TORE!』でも一部ルールを変更して継続されている。上記で触れた摩擦緩和に考慮してか、「砂の間」で使用された砂が床に敷き詰められている他、「石像停止ボタン」が撤去され、新たに「並べ替えの試練」のボックスが設置され、3つの扉に加えて試練も攻略しないとクリアにならない形式に変更された。また、このステージの一部分は「洞窟の間」の最後の関門である「石版の試練／「しりとり石版の試練」にも引き継がれている。

### 遺跡の間
2010年9月29日放送分の2時間SPから登場。3人で挑戦するステージ。高さ60cm、長さ2mの石の小部屋の中に1人ずつ入り、短い鎖で両足をつながれた上、仰向けの状態でスタート。スタート前に挑戦者の床の中央が割れ、下に向かって左右に少し開く。問題は3問連続正解を目指す「3人連続クイズ」が出題される。
最初はランダムに選ばれた者から、2ラウンド目からは前ラウンドの最後の挑戦者の次から順に常識問題を5秒以内に解答する。正解すれば次の挑戦者に移り新しい問題が出題。解答権は1問1回のみ。3人連続で正解すればラウンドクリアとなり、1ポイント獲得することができる。不正解または時間切れの場合、そのラウンドは無効となり（正解数がリセット）、不正解の者の床が1段階開放される。ただし、ポイントはリセットされない。また、解答者が正解を言った直後に落下した場合はその解答者は脱出失敗にはなるものの正解自体は有効となり、ラウンドは続行される。
耐えられずに奈落の底へ落下すると脱出失敗となる。1人が脱出に失敗すると、以降のラウンドは2人で続けなければならず、1問目と3問目を同じ挑戦者が解答しなければならない。さらに残り1人になると1人で3問連続で答えなければならない。
3ポイント獲得することで脱出成功となり、床が元に戻り、石の小部屋の扉のロックが解除される。ロックは脱出成功か全員落下するまで続けられる。
2010年の脱出成功者は、初登場の村上信五（関ジャニ∞）で、1人で3問連続正解を2回達成している。また2011年は田口淳之介（当時KAT-TUN）が2人目の脱出成功。最終的に村上と田口淳之介の2人しか脱出できなかったこのステージは、『DERO!』の中で史上最高難度を誇った。ちなみにワースト記録は、渋谷、ほしのあき、濱口優の1ポイントで終了（2010年11月3日放送分）。
なお、このステージは後継番組『TORE!』で「3問連続クイズ」が「岩の間」、床が開いて落下するシステムが「洞窟の間」で継続された。

### 壁の間
2010年12月22日放送分の2時間SPから登場。化学工場のようなステージに3人が挑戦。「クイズゾーン」と床がマットレスになっている「セーフティーゾーン」、その間を繋ぐ全長10m、高さ3mの「チャレンジゾーン」で構成。クイズゾーンの壁にフックでつながれた状態で開始。2011年2月16日放送分以降は勝利チームの挑む最終ステージとして登場するようになり、その時のルールは3人中1人でも脱出できれば賞金獲得だった。
まずは徐々に壁が狭まる中でクイズゾーンにて2択クイズを解答。問題が表示されると同時に問題文をナレーターが読む。読み終わると5秒のカウントダウンがある。問題文が読まれている間と読み終わった後の5秒のカウントダウンの間に解答する。解答中は「アンサーボックス」と呼ばれる壁に顔をうずめており、壁の中にある2つのボタンで選択。他の人の解答はオープンするまで分からない。全員正解で1ポイント（そのため答えが全員同じでないと不正解）、3ポイント獲得で壁が一時停止し、ランダムで1人のフックが開錠。その後チャレンジゾーンでキーボックスチャレンジに挑む。キーボックスチャレンジ終了後は再び残った者で3ポイントを稼ぎ、「キーボックスチャレンジ」に挑む。最終的にカギを3本カギ穴に差して回すことができれば脱出成功。部屋の幅はスタート時3m60cmあり、潰されると脱出失敗。（事例無し）壁が残り80cmまで迫ると、ゲージが赤色に変わる。
キーボックスチャレンジ　KEYBOX CHALLENGE
脱出へのミッション（後述の「天井の間」の「ダクトチャレンジ」、「水の間」の「ラストアンサークイズ」とは違い最後の関門とは紹介されていない）。まず、「キーボックス（2011年1月19日放送分まではボックス名義）」の中の筒にある脱出口のカギを2本の長いナットのような特製アームを使って隣の筒へ移して取り出す。カギを筒に入れられずに落とした場合、新しいカギが現れて再チャレンジとなる。その鍵を通路の中央にある右から「1」「2」「3」と書かれている「カギ穴（2011年1月19日放送分まではキーボックス名義）」に一人最低1つ数字の順番どおりに差して回す。ただし、入ってから30秒経つと警報音が鳴り、チャレンジゾーンの壁が急速に狭まり潰そうとするため、迅速にセーフティーゾーンへ避難する必要がある。カギを差して回すとセーフティーゾーンへの扉が開き（このため、鍵を回さずにセーフティーゾーンに逃げ込むことは不可能）、脱出口のロックが1つ解除されるが、潰されるか3人で3本のカギを回せなかった場合は脱出失敗（壁に挟まると一旦壁が止まる。数秒後にセーフティゾーン側にある薄い壁が完全に閉じる。その時点で脱出失敗であり、作動した時点でチャレンジゾーンに残っていても挟まれる前にセーフティーゾーンに飛び込めばセーフ）。ただし、潰される前に開錠したカギは有効のため、自身が脱出できなくても開錠して仲間を助けることも可能。尚、制限時間が残っている限り、1人が2本以上のカギを取り出し、2本以上のカギを差して回すことも可能。従って、最初の2人が連続で解除に失敗しても最後の1人に挑戦権は与えられる。そのため例えば1人目が失敗しても2人目、3人目が合計3本取り出して差して回せば脱出成功だが、最終的に、1人でカギ2本取り出しに成功した挑戦者はいない（2011年1月19日放送分でのしずるの村上純、同年2月16日放送分でのピーター、および同年3月2日放送分でのオリエンタルラジオの中田敦彦が2人目でキーボックスチャレンジに失敗して、カギを2本取り出さなければ脱出失敗の状況で挑戦したが、1本しか取り出せなかった）。また、理論上は最大3本を1人で取り出して、チャレンジゾーンさえ突破すれば脱出できる。2011年1月12日放送分では亮があと1本カギを解除すればステージクリアだったが、カギを取り出したまでは良いものの壁が迫る焦りからかカギのロック解除に失敗（カギを最後まで差し込んで回し切れなかったのが原因）し、全員脱出失敗という結果に終わった。ちなみに、2011年3月9日放送分に流された3月16日放送分の次回予告で山崎弘也がカギ2本取り出しに成功しているように見えた が、前述の通り地震の影響で放送中止になったため、結果的に現時点では幻となっている。なお、まだクイズゾーンに人が残っている状態で3本解除した場合に残りの挑戦者がセーフティーゾーンの扉をどう開くのかについての説明はなかった。
ルール上、キーボックスチャレンジに挑戦する順番が後になるほど、クイズゾーンでの問題の解答数、取り損ねたカギを取るための必要な数が増えるため、結果的に後の挑戦者に負担がかかることとなり公平性が欠ける点が特徴。
なお、このステージは後継番組『TORE!』でも一部ルールを変更して継続されている。上記で触れた不公平性に考慮してか、クイズゾーンでのランダムなフック解錠のルールが廃止され、秘宝獲得の為のミッションへの挑戦順は挑戦者が自由に決められるようになった他、セーフティーゾーンへの扉は最初から開いている状態になり、チャレンジゾーンのミッションは「キーボックスチャレンジ」から「鉄球の試練」へリニューアルされた。

### 天井の間
パイロット版（土曜時代）から登場。挑戦人数は2 - 3人。挑戦者が壁から延びている足枷によって拘束された状態から開始される。
スタートと同時に3mの高さから部屋の天井（重量は1t）が降下してくる（番組内では「天井降下」もしくは「天井降下システム」と説明している）。最初は足元にあるプレゼント袋からスタートする。プレゼント袋には最初の謎が入っている。
室内には番号が書かれた3つのボックス（対抗戦になってからは2つ）があり、謎を解くために必要なアイテムが置かれてある。室内にあるアイテムを駆使し、カギを使って順番にボックスを開けていく。この時、どうしても謎が解けない場合は室内にある「命のテレフォン」を一度だけ使い、30秒間サポートルームにいる仲間から助言を求めることができる。サポートルーム側は誰でも通話することができ、通話中は別の仲間に替わることもできる。答えを言うのはルール上禁止されているが、答えに直接繋がるヒントは出しても構わない（2010年5月26日放送分において答えが「バク」の時に「夢を食べる動物」というヒントが出されている。ただし、このようなヒントが出されたのはこの回のみである）。サポートルームの仲間は目の前にあるモニターで観戦。2010年7月21日放送分からサポートルームに部屋のアイテムの写真が置かれるようになった。サポートルーム側も答えが分からない場合、電話をスルーしても良い。その場合は「命のテレフォン」の使用権は失われない。たまに暗号を間違った解釈で解くと辿り着くダミーアイテムが用意されており、そこには「そういう意味ではない」「○○（与えられたヒント）とは関係ない」と書かれている。暗号によっては、ダミーアイテムを経由することもある。まれに食べ物の場合もあり、その場合は「食べる必要はない」と書かれている。また、「水の間」に比べ、物を解凍する、トーストを焼く、ヒントを出すためにゲーム（スロットやクレーンゲーム）に挑戦するなど、強制的に時間を使わされるギミックも多かった。さらに、壁にある小さな棚は迫りくる天井の重さに耐えきれず、押し潰されてしまい棚が崩壊する回もある。
最終ボックスを開けると、（最終ボックスのカギは3桁あるいは4桁のダイヤル式南京錠で封印されていることが多い）、ボックスの中のドライバーで、ネジでとめられたパネルをはずす。中にあるリモコンを操作することで、「天井降下システム」を一時停止させる事ができる。その後は「ダクトチャレンジ」に移る。
天井が「天井限界点」（圧死寸前の高度3m、ゴールデン進出前はルール説明のテロップのみ「限界高度」表記）に達した場合、部屋とダクトにCo²ガスが大量噴射して脱出失敗となる。天井限界点まであと10cmになると、ゲージがオレンジ色になる。なお、天井降下一時停止中のゲージもオレンジ色に表示される。
理論上、天井が、使用しなければならないアイテムが置いてある位置まで下降した場合、そのアイテムを使用することができず結果的に先へ進めなくなってしまうが、その場合どういう扱いになるのかは適用例がないため不明。
ダクトチャレンジ　DUCT CHALLENGE
脱出への最後の関門。スタート前にダクト進入口及び脱出口（土曜時代のみ）が開く。壁にはボタンがあり、1つずつA、Bのアルファベットが振られている（2010年6月30日放送分以降、3人で挑戦する場合はCのアルファベットもある）。そのうち1つのボタンを押すと1人分の足枷を外すカギが出てくる。ボタンを押した瞬間から天井降下が再開される。足枷を外せた者が脱出口から出るのであれば一人分の賞金を獲得（土曜時代のみ。適用例が二回の放送共なかったためかゴールデン進出後の2010年4月21日放送分に廃止された）ダクト進入口から入り、天井限界点に達する前に先にある「天井降下システム解除ボタン」を押せば（直後に照明が一時落とされる）、天井が脱出口を開けられる場所まで上がり、全員分の足枷のカギが手に入って、脱出口のロックが解除され脱出成功となり賞金人数分を獲得できる。ダクト内にはクモの巣トラップと傾斜角が15度の坂がある。ゴールデン進出後には解除ボタン間近のところに上にスライドさせて開ける透明のガラス扉（アクリル板）のゲートが設置された。なお、このガラス扉には油が塗られているため、開けにくくなっている。ちなみに鎖の長さが足りないため、いつでもカギが差せるような状態でカギを獲得することは不可能。BGMは映画「マトリックス・リローデッド」のカーチェイスBGM（ゴールデン進出前は異なる）。
天井限界点までの最長高度記録は2010年9月29日放送分（スッキリ!2時間SP）で、オードリー・関ジャニ∞チームのDAIGO・小嶋陽菜・峯岸みなみの80cm（天井降下一時停止・「ダクトチャレンジ」開始時点）。

なお、このステージは震災の影響で後継番組『TORE!』に登場はしていない。また、『DERO!』時代のステージで現時点では唯一、継続・リニューアルされていないステージの1つとなっている。

### 水の間
パイロット版（サタデーバリューフィーバー）から登場。挑戦人数は2 - 3人。地下の一室に挑戦者が閉じ込められた状態で開始。ゴールデン進出前の名称は「地下の間」。
スタートと同時に部屋に放水が始まる（番組内では「水責め」と解説されている）。水位は6秒間で1cm上昇する。また、人数分のゴーグルと第一の謎が入ったプレゼントボックスが支給される。問題が書かれた紙は防水用にビニールで挟まれている。挑戦者は靴下又は裸足でスタートする。水着などではなく、私服のまま挑戦する。まず室内のアイテムを上手く使いながら、順に謎や暗号を解いて3つのボックス（土曜時代、対抗戦は2つ）を順番に開ける。この時、「天井の間」と同じく「命のテレフォン」を1度だけ使って30秒間のみサポートルームの仲間に助言を求めることができる。細かなルールも前述の「天井の間」のものに準ずる。
たまに暗号を間違った解釈で解くと辿り着くダミーアイテムが用意されており、そこには「そういう意味ではない」「惜しいけどこれじゃない」「だから違うって」等と書かれている。また、この部屋にのみたまに音階で書かれた暗号があり、その音階で歌う事で最終ボックスの番号や次のボックスを開けるカギがある物を示している。さらに、部屋の特徴から水を利用して解く暗号もごくまれにある。2問目以降は問題を解くために必要なアイテムが問題と一緒にボックスに入っていることもある。
最終ボックスを開けたら（最終ボックスのカギは3桁あるいは4桁の南京錠で封印されていることが多い）ボックスの中に入っているリモコンを操作して放水を一旦停止することができる。ここから「ラストアンサークイズ」に移る。
「限界水位」（溺死寸前の水位2m）まで水位が上昇すると満水となり脱出失敗。限界水位まであと10cmになると、ゲージがオレンジ色になる。放水一時停止中も、ゲージはオレンジ色。
最も謎解きが進行しなかったのは2010年6月9日放送分の世界のナベアツ・はるな愛。3つ目のボックスを開けられず脱出失敗。
最短記録は2010年12月1日放送分の山崎弘也・指原莉乃・北原里英の98cm。（放水一時停止・「ラストアンサークイズ」開始地点）
ラストアンサークイズ　LAST ANSWER QUIZ
脱出への最後の関門。ここから放水が再び始まり（2010年5月19日放送分までは放水が続いた状態からスタート）、一問多答問題にて決められた解答数を答えていく。パスや誤答の場合、ペナルティとして30秒間次の問題が出題されないまま放水が続く（パスをした解答者は過去出ていない）。3問正解すれば放水が停止し、ハッチ型の脱出口のロックが解除される。挑戦者は脱出成功となり、人数分の賞金を獲得できる。なお、挑戦中に限界水位まで残り10cmを切るとBGMが変わる。なお、外国人が出る場合は、外国人に有利な問題が出ることもある。
ゴールデン進出前は、3問正解した後、最後のボックスに入っている脱出口のロック解除のカギで、挑戦者が脱出口を開けなければならなかった。その名残で、ゴールデン進出後も脱出口にカギ穴がついていた。
終了後にスタジオに戻る際には番組側からサンダルが用意された。
なお、このステージも震災の影響で後継番組『TORE!』に登場していなかったが、2014年4月7日放送分の『TORE!』にて「地下水路の間」としてリニューアルという形での復活で登場した。なお、「地下水路の間」は、安全面に配慮して、部屋は満水にはならない。また、最後の関門だった「ラストアンサークイズ」は「絵並べの試練」（4月7日放送分）・「3文字しりとりの試練」（8月27日放送分）へと、不正解時のペナルティである30秒間次の問題が出題されないまま放水が続くシステムは2014年8月27日放送分の『TORE!』にて復活した。「ラストアンサークイズ」での、不正解時のペナルティである30秒間次の問題が出題されないシステムは2022年10月14日から『クイズ!あなたは小学5年生より賢いの?』での制限時間60秒以内に5問正解でクリアとなる「1分間タイムトライアル」にて復活したが、不正解時のペナルティの時間が30秒から5秒に変更されている。

### 幻の新ステージ
2011年3月30日放送予定分の2時間SPから登場する予定だったが、震災の影響で放送中止となった上、挙げ句の果てにその新ステージが何も明かされずに番組は打ち切りとなった為、1度も登場せずに終わってしまった。また、この新ステージが後継番組『TORE!』に登場する『DERO!』時代のリメイク要素が無い「床の間」かどうかは不明。
なお、各ステージに挑戦する際に画面に表示されるゲージの表示部分は、ゴールデン進出前はゲージ自体がなく、白地に黒の明朝体の数字のみだったが、ゴールデン進出後は黒地に緑のデジタル風の数字だった。

## 放送リスト
| 回   | 放送日                        | チーム | ステージ |
| ---- | ----------------------------- | --- | --- |
| P    | 2009年8月1日                  | しずるチーム しずる（池田一真、村上純）、松井絵里奈 本村チーム 本村健太郎、八代英輝、優木まおみ | 1st STAGE 壁の間（棒の間） 2nd STAGE 地下の間（水の間） |
| D1,2 | 2009年12月19日 2009年12月26日 | 陣内智則、大沢あかね、はるな愛、上原美優、響（長友光弘、小林優介） | 1st STAGE 壁の間（棒の間） 2nd STAGE 天井の間 3rd STAGE 地下の間（水の間） |
| D3,4 | 2010年1月23日 2010年1月30日   | 本村健太郎、原幹恵、ロッチ（コカドケンタロウ、中岡創一）、ハリセンボン（近藤春菜、箕輪はるか） | 1st STAGE 壁の間（棒の間） 2nd STAGE 天井の間 3rd STAGE 地下の間（水の間） |
| D5   | 2010年2月6日                  | 杉浦太陽、大島美幸（森三中）、ロバート・キャンベル | 壁の間（棒の間） |
| 1    | 2010年4月21日                 | オードリー（若林正恭、春日俊彰）、宮川大輔、小森純、押切もえ、菊地幸夫 | 1st STAGE 棒の間 2nd STAGE 砂の間 3rd STAGE 天井の間 |
| 2    | 2010年4月28日                 | 関ジャニ∞（横山裕、村上信五）、キャイ～ン（天野ひろゆき、ウド鈴木）、小林範仁、椿鬼奴、ロバート・キャンベル | 1st STAGE 棒の間 2nd STAGE 爆弾の間 3rd STAGE 水の間 |
| 3    | 2010年5月5日                  | 田村亮（ロンドンブーツ1号2号）、AKB48（高橋みなみ、小嶋陽菜）、しずる（池田一真、村上純）、本村健太郎 | 1st STAGE 棒の間 2nd STAGE 砂の間 3rd STAGE 天井の間 |
| 4    | 2010年5月12日                 | オードリー（若林正恭、春日俊彰）、MAX（NANA、MINA）、木下博勝、ジャガー横田、武蔵 | 1st STAGE 棒の間 2nd STAGE 爆弾の間 3rd STAGE 天井の間 |
| 5    | 2010年5月19日                 | 関ジャニ∞（横山裕、村上信五）、篠田麻里子（AKB48）、バナナマン（設楽統、日村勇紀）、ほしのあき、遠藤章造（ココリコ） | 1st STAGE 棒の間 2nd STAGE 砂の間 3rd STAGE 水の間 |
| 6    | 2010年5月26日                 | 田村亮（ロンドンブーツ1号2号）、東ちづる、デヴィ・スカルノ、ボビー・オロゴン、ガレッジセール（ゴリ、川田広樹）、JOY | 1st STAGE 棒の間 2nd STAGE 爆弾の間 3rd STAGE 天井の間 |
| 7    | 2010年6月2日                  | オードリー（若林正恭、春日俊彰）、山本梓、木村美紀、サンドウィッチマン（伊達みきお、富澤たけし）、宮川俊二 | 1st STAGE 棒の間 2nd STAGE 砂の間 3rd STAGE 水の間 |
| 8    | 2010年6月9日                  | 関ジャニ∞（村上信五、丸山隆平）、板野友美（AKB48）、世界のナベアツ、はるな愛、チェ・ホンマン | 1st STAGE 棒の間 2nd STAGE 砂の間 3rd STAGE 水の間 |
| 9    | 2010年6月30日                 | オードリーチーム オードリー（若林正恭、春日俊彰）、AKB48（宮澤佐江、秋元才加、峯岸みなみ）、ケンドーコバヤシ 亮・関ジャニ∞チーム 田村亮（ロンドンブーツ1号2号）、関ジャニ∞（横山裕、村上信五）、さくらまや、友近、なだぎ武、内藤大助、はなわ、塙宣之、（ナイツ）、はなわ/塙宣之の実母                                                            | オードリーチーム 1st STAGE 棒の間 2nd STAGE 砂の間 3rd STAGE 水の間 亮・関ジャニ∞チーム 1st STAGE 爆弾の間 2nd STAGE 石像の間 3rd STAGE 天井の間 |
| 10   | 2010年7月14日                 | オードリー（若林正恭、春日俊彰）、安田美沙子、いとうあさこ、フルーツポンチ（亘健太郎、村上健志） | 1st STAGE 棒の間 2nd STAGE 石像の間 3rd STAGE 水の間 |
| 11   | 2010年7月21日                 | 関ジャニ∞（村上信五、渋谷すばる） 石田純一、益若つばさ、小倉優子、ロッチ（コカドケンタロウ、中岡創一） | 1st STAGE 棒の間 2nd STAGE 砂の間 3rd STAGE 水の間 |
| 12   | 2010年7月28日                 | 田村亮（ロンドンブーツ1号2号）、有吉弘行、仲里依紗、優木まおみ、しずる（池田一真、村上純） | 1st STAGE 棒の間 2nd STAGE 爆弾の間 3rd STAGE 天井の間 |
| 13   | 2010年8月4日                  | オードリーチーム（若林正恭、春日俊彰）、ローラ・チャン、武田修宏、カンニング竹山、東尾理子、NON STYLE（石田明、井上裕介） | 1st STAGE 棒の間 2nd STAGE 石像の間 3rd STAGE 天井の間 |
| 14   | 2010年8月11日                 | 関ジャニ∞（村上信五、安田章大）、佐藤亜美菜（AKB48）、世界のナベアツ、押切もえ、狩野英孝 | 1st STAGE 棒の間 2nd STAGE 石像の間 3rd STAGE 水の間 |
| 15   | 2010年8月18日                 | 田村亮（ロンドンブーツ1号2号）、宮澤佐江（AKB48）、濱口優（よゐこ）、カンニング竹山、松井絵里奈、視聴者代表2人 | 1st STAGE 棒の間 2nd STAGE 爆弾の間 3rd STAGE 天井の間 |
| 16   | 2010年8月25日                 | 関ジャニ∞（横山裕、村上信五）柏木由紀（AKB48）、浦野一美（SDN48）、友近、城島茂（TOKIO） | 1st STAGE 棒の間 2nd STAGE 砂の間 3rd STAGE 水の間 |
| 17   | 2010年9月1日                  | オードリー（若林正恭、春日俊彰）、松井珠理奈（SKE48）、安めぐみ、おかもとまり、バナナマン（設楽統、日村勇紀）、視聴者代表2人 | 1st STAGE 棒の間 2nd STAGE 石像の間 3rd STAGE 水の間 |
| 18   | 2010年9月8日                  | オードリー（若林正恭、春日俊彰）、西川史子、篠田麻里子（AKB48）、JOY、安めぐみ | 1st STAGE 石像の間 2nd STAGE 棒の間 3rd STAGE 天井の間 |
| 19   | 2010年9月29日                 | スッキリ!!チーム 加藤浩次（極楽とんぼ）、テリー伊藤、葉山エレーヌ、関根麻里、ケンドーコバヤシ、じょんて☆もーにんぐ オードリー・関ジャニ∞チーム オードリー（若林正恭、春日俊彰）、関ジャニ∞（横山裕、村上信五）、AKB48（篠田麻里子、小嶋陽菜、高橋みなみ、峯岸みなみ）、DAIGO、チェ・ホンマン、南明奈                                             | 1st STAGE スッキリ!!チーム 石像の間 2nd STAGE オードリー・関ジャニ∞チーム 爆弾の間 3rd STAGE オードリー・関ジャニ∞チーム 遺跡の間 4th STAGE スッキリ!!チーム 棒の間 5th STAGE オードリー・関ジャニ∞チーム 天井の間 6th STAGE オードリー・関ジャニ∞チーム 水の間 |
| 20   | 2010年10月13日                | オードリー（若林正恭、春日俊彰）、平山あや、石井正則（アリtoキリギリス）、日村勇紀（バナナマン）、柳原可奈子、ロバート・キャンベル | 1st STAGE 石像の間 2nd STAGE 棒の間 3rd STAGE 天井の間 |
| 21   | 2010年10月20日                | 田村亮（ロンドンブーツ1号2号）、磯野貴理、阿部祐二、世界のナベアツ、山本梓、中野裕太 | 1st STAGE 棒の間 2nd STAGE 石像の間 3rd STAGE 水の間 |
| 22   | 2010年10月27日                | 田村亮、（ロンドンブーツ1号2号）、ユージ、小倉優子、秋野暢子、Wコロン（ねづっち、木曽さんちゅう） | 1st STAGE 遺跡の間 2nd STAGE 棒の間 3rd STAGE 水の間 |
| 23   | 2010年11月3日                 | 関ジャニ∞（村上信五、渋谷すばる）、堂本光一（KinKi Kids）、ほしのあき、濱口優（よゐこ）、千秋 | 1st STAGE 棒の間 2nd STAGE 遺跡の間 3rd STAGE 天井の間 |
| 24   | 2010年11月10日                | オードリー（若林正恭、春日俊彰）、アヤカ・ウィルソン、小森純、永井大、石川梨華、設楽統（バナナマン） | 1st STAGE 石像の間 2nd STAGE 爆弾の間 3rd STAGE 砂の間 4th STAGE 水の間 |
| 25   | 2010年11月17日                | 田村亮（ロンドンブーツ1号2号）、久本雅美、はるな愛、小椋ケンイチ、有野晋哉（よゐこ）、大野拓朗 | 1st STAGE 石像の間 2nd STAGE 爆弾の間 3rd STAGE 砂の間 4th STAGE 天井の間 |
| 26   | 2010年11月24日                | 関ジャニ∞（村上信五、安田章大）、タッキー&翼（滝沢秀明、今井翼）、関根勤、道重さゆみ、（モーニング娘。）、狩野英孝 天井の間：マギー司郎、マギー審司 | 1st STAGE 棒の間 2nd STAGE 石像の間 3rd STAGE 天井の間 |
| 27   | 2010年12月1日                 | 田村亮（ロンドンブーツ1号2号）山崎弘也（アンタッチャブル）、AKB48（指原莉乃、北原里英）、柴田理恵、村上知子（森三中）、渡部豪太 スタジオ見学：前田敦子（AKB48） | 1st STAGE 棒の間 2nd STAGE 石像の間 3rd STAGE 水の間 |
| 28   | 2010年12月8日                 | 関ジャニ∞チーム（村上信五、渋谷すばる）、AKB48（佐藤亜美菜、倉持明日香）、中山秀征、馬場典子、徳光和夫、Hey! Say! JUMP（山田涼介、知念侑李）、鳥居みゆき | 1st STAGE 棒の間 2nd STAGE 遺跡の間 3rd STAGE 天井の間 |
| 29   | 2010年12月22日                | オードリーチーム オードリー（若林正恭、春日俊彰）、濱田龍臣、はるな愛、有吉弘行 関ジャニ∞チーム 関ジャニ∞（村上信五、安田章大）、坂本昌行（V6/20th Century）、チェ・ホンマン、葉山エレーヌ、中田有紀 バナナマンチーム バナナマン（設楽統、日村勇紀）、AKB48（宮澤佐江、板野友美、高城亜樹）、国生さゆり 天井の間：山崎静代（南海キャンディーズ） | 1st STAGE 棒の間 2nd STAGE オードリーチーム 石像の間 関ジャニ∞チーム 壁の間 バナナマンチーム 爆弾の間 3rd STAGE 水の間 天井の間 |
| 30   | 2011年1月12日                 | 磯野貴理チーム 磯野貴理、後藤真希、関根麻里、大久保佳代子（オアシズ）、重本ことり（Dream5） ロンブー亮チーム 田村亮（ロンドンブーツ1号2号）、河本準一（次長課長）、東貴博（Take2）、前田航基（まえだまえだ）、前田旺志郎（まえだまえだ） スタジオ見学：香里奈                                                                                    | 1st STAGE 磯野貴理チーム 爆弾の間 ロンブー亮チーム 壁の間 2nd STAGE 棒の間 3rd STAGE 天井の間 |
| 31   | 2011年1月19日                 | 楽しんごチーム 楽しんご、しずる（池田一真、村上純）、ユージ、松井絵里奈 ロンブー亮チーム 田村亮（ロンドンブーツ1号2号）、ライセンス（井本貴史、藤原一裕）、ほんこん、上原美優 | 1st STAGE 楽しんごチーム 壁の間 ロンブー亮チーム 爆弾の間 2nd STAGE 棒の間 3rd STAGE 水の間 |
| 32   | 2011年1月26日                 | ズームイン!!SUPERチーム 羽鳥慎一、西尾由佳理、宇井愛美、鳥居みゆき ロンブー亮チーム 田村亮（ロンドンブーツ1号2号）、今田耕司、宮川大輔、野間口徹 | 1st STAGE ズームイン!!SUPERチーム 壁の間 ロンブー亮チーム 爆弾の間 2nd STAGE 棒の間 3rd STAGE 天井の間 |
| 33   | 2011年2月2日                  | KAT-TUNチーム KAT-TUN（田口淳之介、中丸雄一）、石田純一、道端アンジェリカ、狩野英孝 オードリーチーム オードリー（若林正恭、春日俊彰）、パンクブーブー（佐藤哲夫、黒瀬純）、田野アサミ | 1st STAGE KAT-TUNチーム 遺跡の間 オードリーチーム 爆弾の間 2nd STAGE 棒の間 3rd STAGE 水の間 |
| 34   | 2011年2月9日                  | 世界の果てまでイッテQ!チーム イモトアヤコ、出川哲朗、ボビー・オロゴン、ボビー・オロゴンの息子、八田亜矢子 関ジャニ∞チーム 関ジャニ∞（横山裕、村上信五）、佐藤弘道、佐藤弘道の息子、重盛さと美 | 1st STAGE 世界の果てまでイッテQ!チーム 爆弾の間 関ジャニ∞チーム 壁の間 2nd STAGE 棒の間 3rd STAGE 天井の間 |
| 35   | 2011年2月16日                 | ピーターチーム ピーター、スマイレージ（和田彩花、福田花音）、ゆってぃ 関ジャニ∞チーム 関ジャニ∞（村上信五、安田章大）、嶋大輔、にしおかすみこ、ザブングル（加藤歩、松尾陽介） | 1st STAGE アイドルチーム 爆弾の間 関ジャニ∞チーム 遺跡の間 2nd STAGE 棒の間 3rd STAGE 壁の間 |
| 36   | 2011年3月2日                  | ケンコバチーム ケンドーコバヤシ、AKB48（倉持明日香、河西智美）、オリエンタルラジオ（中田敦彦、藤森慎吾） ロンブー亮チーム 田村亮（ロンドンブーツ1号2号）、河本準一（次長課長）佐々木健介、北斗晶、ノッチ、（デンジャラス）、佐藤友美（ノッチの妻）                                                                                               | 1st STAGE ケンコバチーム 石像の間 ロンブー亮チーム 爆弾の間 2nd STAGE 棒の間 3rd STAGE 壁の間 |
| 37   | 2011年3月9日                  | 関ジャニ∞チーム 関ジャニ∞（村上信五、渋谷すばる）、タッキー&翼（滝沢秀明、今井翼）、はるな愛 オードリーチーム オードリー（若林正恭、春日俊彰）、ロザン（宇治原史規、菅広文）、神田うの | 1st STAGE 関ジャニ∞チーム 遺跡の間 オードリーチーム 爆弾の間 2nd STAGE 棒の間 3rd STAGE 水の間 |
| 38   | 2011年3月16日 （放送中止）    | 髙田延彦チーム 髙田延彦、AKB48（宮澤佐江、秋元才加）、JOY ロンブー亮チーム 田村亮（ロンドンブーツ1号2号）、山崎弘也（アンタッチャブル）、バービー（フォーリンラブ）、もう中学生 | 髙田延彦チーム 石像の間 ロンブー亮チーム 壁の間 2nd STAGE 棒の間 |
| 39   | 2011年3月30日 （放送中止）    | オードリーチーム 関ジャニ∞チーム など | 幻の新ステージが登場予定だった |

## ネット局
| 放送対象地域   | 放送局                    | 系列                          | 放送時間           |
| -------------- | ------------------------- | ----------------------------- | ------------------ |
| 関東広域圏     | 日本テレビ（NTV） 制作局  | 日本テレビ系列                | 水曜 19:00 - 19:56 |
| 北海道         | 札幌テレビ（STV）         | 日本テレビ系列                | 水曜 19:00 - 19:56 |
| 青森県         | 青森放送（RAB）           | 日本テレビ系列                | 水曜 19:00 - 19:56 |
| 岩手県         | テレビ岩手（TVI）         | 日本テレビ系列                | 水曜 19:00 - 19:56 |
| 宮城県         | ミヤギテレビ（MMT）       | 日本テレビ系列                | 水曜 19:00 - 19:56 |
| 秋田県         | 秋田放送（ABS）           | 日本テレビ系列                | 水曜 19:00 - 19:56 |
| 山形県         | 山形放送（YBC）           | 日本テレビ系列                | 水曜 19:00 - 19:56 |
| 福島県         | 福島中央テレビ（FCT）     | 日本テレビ系列                | 水曜 19:00 - 19:56 |
| 山梨県         | 山梨放送（YBS）           | 日本テレビ系列                | 水曜 19:00 - 19:56 |
| 新潟県         | テレビ新潟（TeNY）        | 日本テレビ系列                | 水曜 19:00 - 19:56 |
| 長野県         | テレビ信州（TSB）         | 日本テレビ系列                | 水曜 19:00 - 19:56 |
| 静岡県         | 静岡第一テレビ（SDT）     | 日本テレビ系列                | 水曜 19:00 - 19:56 |
| 富山県         | 北日本放送（KNB）         | 日本テレビ系列                | 水曜 19:00 - 19:56 |
| 石川県         | テレビ金沢（KTK）         | 日本テレビ系列                | 水曜 19:00 - 19:56 |
| 福井県         | 福井放送（FBC）           | 日本テレビ系列 テレビ朝日系列 | 水曜 19:00 - 19:56 |
| 中京広域圏     | 中京テレビ（CTV）         | 日本テレビ系列                | 水曜 19:00 - 19:56 |
| 近畿広域圏     | 読売テレビ（ytv）         | 日本テレビ系列                | 水曜 19:00 - 19:56 |
| 鳥取県・島根県 | 日本海テレビ（NKT）       | 日本テレビ系列                | 水曜 19:00 - 19:56 |
| 広島県         | 広島テレビ（HTV）         | 日本テレビ系列                | 水曜 19:00 - 19:56 |
| 山口県         | 山口放送（KRY）           | 日本テレビ系列                | 水曜 19:00 - 19:56 |
| 徳島県         | 四国放送（JRT）           | 日本テレビ系列                | 水曜 19:00 - 19:56 |
| 香川県・岡山県 | 西日本放送（RNC）         | 日本テレビ系列                | 水曜 19:00 - 19:56 |
| 愛媛県         | 南海放送（RNB）           | 日本テレビ系列                | 水曜 19:00 - 19:56 |
| 高知県         | 高知放送（RKC）           | 日本テレビ系列                | 水曜 19:00 - 19:56 |
| 福岡県         | 福岡放送（FBS）           | 日本テレビ系列                | 水曜 19:00 - 19:56 |
| 長崎県         | 長崎国際テレビ（NIB）     | 日本テレビ系列                | 水曜 19:00 - 19:56 |
| 熊本県         | くまもと県民テレビ（KKT） | 日本テレビ系列                | 水曜 19:00 - 19:56 |
| 鹿児島県       | 鹿児島読売テレビ（KYT）   | 日本テレビ系列                | 水曜 19:00 - 19:56 |
| 沖縄県         | 琉球放送（RBC）           | TBS系列                       | 金曜 15:55 - 16:53 |

- テレビ大分では2時間スペシャルに限り同時ネット放送された他、レギュラー放送も不定期放送していた。

## 携帯サイト
番組とリンクした脱出ゲームが番組携帯サイトで配信されている。ゴールデン進出以降は、管理人の特製フラッシュ待受も配信されている（ゲームクリア時にダウンロードできる）。
- 携帯ゲーム第1弾 「棒の間」
- 携帯ゲーム第2弾 「第4の密室」からの脱出（携帯ゲームオリジナルステージ）
- 携帯ゲーム第3弾 「古代遺跡」からの脱出（携帯ゲームオリジナルステージで前述の「遺跡の間」とは全く異なるステージ）
- 携帯ゲーム第4弾 「棒の間」・「爆弾の間」・「水の間」
- 携帯ゲーム第5弾 「棒の間」・「石像の間」・「高層の間」（携帯ゲームオリジナルステージ）
- 携帯ゲーム第6弾 「棒の間」・「砂の間」・「天井の間」

Mobageでは当番組とスッキリ!!でのコラボ企画として本番組のソーシャルゲームが配信されていた。内容は育成風脱出ゲーム。本番組打ち切り後も継続してサービスが行われていたが、現在はサービスを終了している。

## スタッフ

### レギュラー版
- 企画：沖絵未
- 構成：吉橋広宣、西村隆志、今井とおる、水野圭祐
- パズル作家：中久木成一
- クイズ：伊藤文人、大西憲司、佐々木康彦、三輪みわ、結城靖高、CAMEYO
- ナレーション：赤平大（2010年12月22日放送分以降）[53]
- クイズ出題：延友陽子（日本テレビアナウンサー）[54]
- TM：江村多加司
- SW：松嶋賢一
- CAM：茅野竜徳
- 照明：高橋明宏
- 音声：池田正義
- VE：弓削聡
- 美術：中原晃一、小宮菜々子
- デザイナー：本田恵子
- 装置：滝沢陽介
- 装飾：宍倉正一
- 電飾：阿部幸子
- 衣裳：有馬裕太
- 持道具：高橋由美
- メイク：小林夏子
- 音効：岡田淳一
- EED・MA：スタジオミック
- CG：アイヴリック、タイムライン
- 技術協力：NiTRo
- 美術協力：日テレアート
- 撮影協力：EAT、フジアール
- 編成：田中裕樹、中野裕子
- デスク：宮沢薫
- AP：筒井梨佳、佐々木千佳子
- 進行：大屋万梨子
- AD：徳武真人、清水克洋、桐生、増井政憲、南雲悠
- ディレクター：藤田幸伸、高橋直樹、武信考、鈴木潤一郎、吉田真紗記、森栄一郎、福田弘樹、久保木幹雄、山本雅一、干場備前、武石一也
- 演出：小俣猛
- プロデューサー：秋山健一郎、天笠ひろ美、永井英樹
- 総合演出：財津功
- 制作協力：THE WORKS、AX-ON
- チーフプロデューサー：小谷野俊介
- 製作著作：日本テレビ

#### 過去のスタッフ
- 編成：糸井聖一
- クイズ出題：鈴木英恵（2010年4月21日 - 同年9月29日放送分）

### サタデーバリューフィーバー
- 企画：沖絵未
- 構成：吉橋広宣、西村隆志
- パズル作家：中久木成一
- TM：江村多加司
- SW：松嶋賢一
- CAM：佐藤裕司
- 照明：高橋明宏
- 音声：池田正義
- VE：三山隆浩
- 美術：中原晃一、小宮菜々子
- デザイナー：本田恵子
- 大道具：沖田浩史
- 小道具：宍倉正一
- 電飾：阿部幸子
- 衣裳：有馬裕太
- 持道具：福井沙羅
- メイク：小林夏子
- 音効：古野達生
- 編集・MA：読売映像
- CG：アイヴリック
- 協力：NiTRo、日テレアート、EAT、フジアール、温泉総合サービス、きてれつ箱／ナナ・コーポレート・コミュニケーション
- 編成：田中裕樹
- AD：徳武真人、松崎秀峰
- AP：白石綾子
- デスク：宮沢薫
- ディレクター：高橋直樹、鈴木潤一郎
- 演出：小俣猛
- 総合演出：財津功
- プロデューサー：秋山健一郎、天笠ひろ美
- 制作協力：THE WORKS、AX-ON
- チーフプロデューサー：小谷野俊介
- 製作著作：日本テレビ